# بن سیمونز
بن سیمونز (انگلیسی: Ben Simmons، زاده ۲۰ ژوئیه ۱۹۹۶) بازیکن بسکتبال اهل استرالیا است. وی سابقه عضویت در تیم فیلادلفیا سونتی‌سیکسرز و بروکلین نتس را در کارنامه دارد.